# Sibelit
Sibelit SA, nom complet : Société pour l’itinéraire Belgique, Lorraine-Luxembourg, Italie SA, est une société anonyme luxembourgeoise créée en avril 2006, à la suite d'un accord de partenariat signé en mars 2006 par les sociétés B-Cargo (aujourd’hui Lineas), Fret SNCF, CFF Cargo et CFL.   
Elle est spécialisée dans le fret ferroviaire entre des hubs situés du nord de la Belgique jusqu’à la gare de Bâle triage via la rive gauche du Rhin.

## Histoire

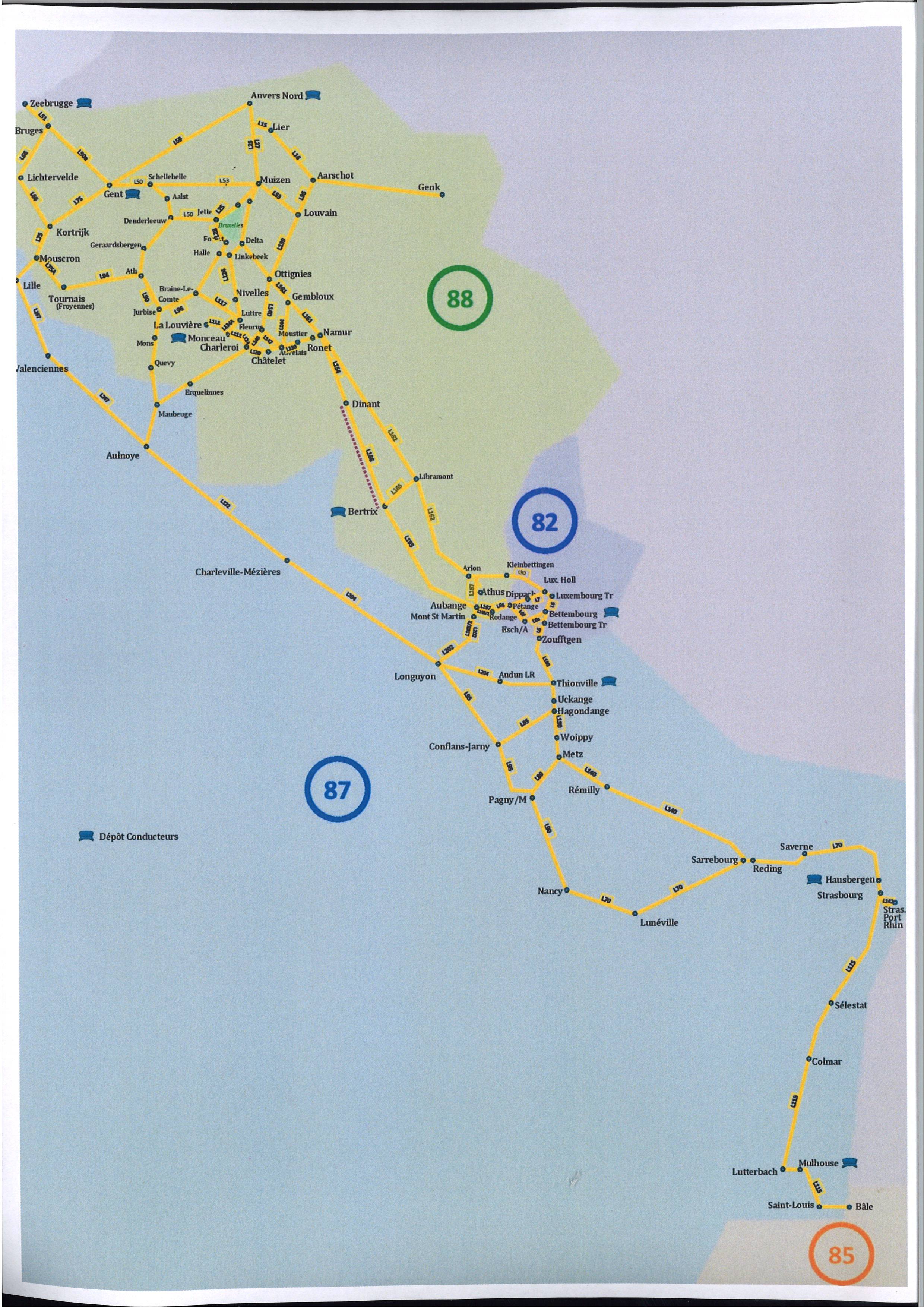
Carte axe Sibelit

La Société pour l’itinéraire Belgique, Lorraine-Luxembourg, Italie SA (Sibelit SA) est la conclusion d'un accord, conclu le 31 mars 2006 entre B-Cargo, Fret SNCF, CFF Cargo et CFL, pour exploiter ce corridor. La société se veut une réponse des quatre partenaires à la montée en puissance d'un itinéraire concurrent, qui évite la France et le Luxembourg en passant directement de Belgique en Allemagne via Aix-la-Chapelle.
L'objectif du consortium est principalement d'offrir une qualité optimale en augmentant la vitesse moyenne des convois, notamment en réduisant le nombre de relais de traction ou de personnel. Sibelit dérive de l'initiative Belifret, corridor fret intégré créé en janvier 1998 - période où la libéralisation du fret n'était pas encore une réalité. À l'époque, l'intérêt d'un corridor était d'offrir aux clients les sillons les mieux adaptés en fonction des heures de départ et d’arrivée souhaitées, dans un contexte transnational qui constituait jusque-là un problème (attentes importante des trains aux gares de triage des frontières). En outre, la simplification des procédures de circulation entre les réseaux ferrés concernés devait rendre l'option rail moins contraignante, notamment via un système de guichet unique (one stop shop) et de traçabilité via Internet.
Sibelit s’inscrit pleinement dans la vision européenne du RFC2 (corridor Fret Mer du Nord-Méditerranée) et s’implique activement dans les différentes initiatives s’y rapportant. Le corridor a d’ailleurs connu une croissance constante de son trafic de 2014 à fin 2017.
En ce qui concerne le volume, depuis le 1er janvier 2020 plus de 300 trains par semaine parcourent l’axe, tous hubs confondus.

## Matériel roulant

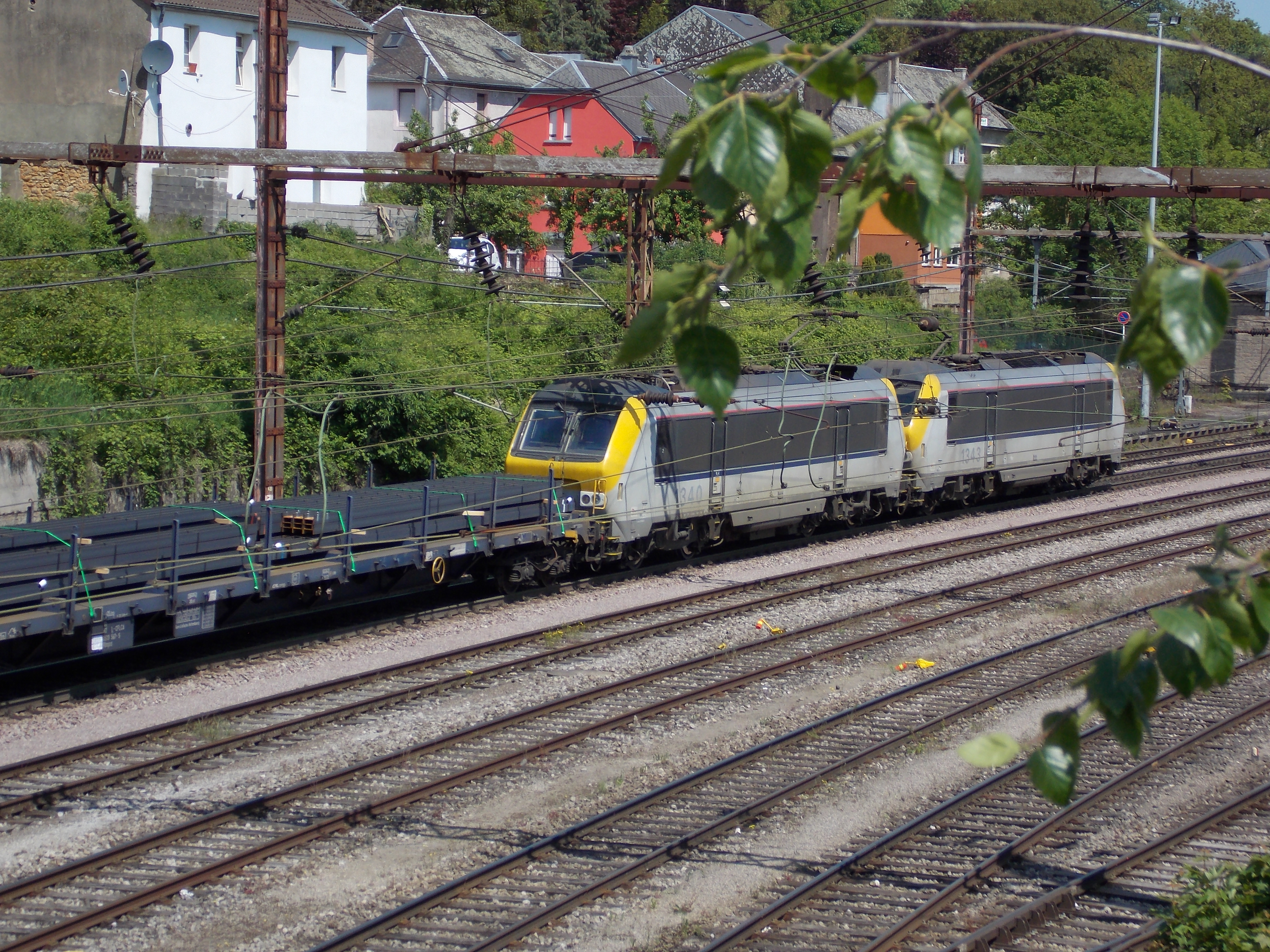
Convoi tracté par une unité multiple T13

Actuellement, Sibelit dispose d'un parc de locomotives polytensions des séries 13 et 3000 de Lineas et CFL, commandées de concert par les deux sociétés à Alstom qui les a dérivées des BB 36000 de la SNCF. Le parc inclut également des BB 37000 de Fret SNCF. Ces locomotives sont mises à disposition par leurs entreprises respectives, de même que le personnel de conduite.

## Itinéraires empruntés
Sibelit a pour objet de valoriser la rive gauche du Rhin et emprunte principalement trois itinéraires pour effectuer ses liaisons transfrontalières : 
- La ligne « Athus-Meuse » (165/166) qui est historiquement l’itinéraire de préférence vu sa vocation à servir au fret (elle est électrifiée en 25000 alternatif)
- « L’artère Nord-Est » (soit un passage en France via les lignes 267-222-204) qui rejoint l’axe Bettembourg-Bâle via les points frontières belges de Quevy et Erquelinnes
- La frontière luxembourgeoise qui permet de desservir le hub de Bettembourg et rejoindre Bâle via le point frontière de Zoufftgen

-  L’itinéraire franco-suisse passant par le point frontière de Saint-Louis est celui qu’empruntait en son temps le grand axe Bettembourg-Bâle.